# معاهدة موسكو (1921)
 معاهدة موسكو  أو  معاهدة الأخوة  هي معاهدة صداقة وقعت بين الجمعية الوطنية التركية بقيادة مصطفى كمال أتاتورك وروسيا البلشفية بقيادة فلاديمير لينين، في 16 مارس 1921، واستنادًا إلى معاهدة بريست-ليتوفسك التي تم التوقيع عليها مع الدولة العثمانية في مارس 1918، حينئذ لم تكن الجمهورية التركية ولا الاتحاد السوفيتي كانا قد تأسسا بعد. وفي 23 أكتوبر 1921، أضيف إليها معاهدة كارس.

## الخلفية التاريخية
دعا الرئيس الأمريكي وودرو ويلسون في 9 يونيو 1920، أن تحل مسألة الحدود بين تركيا وأرمينيا عن طريق التحكيم، اعتبرته الجمعية الوطنية التركية «أمراً مهينا وغير مقبول»، وأعلنت التعبئة في المحافظات الشرقية وإرسالها إلى قيادة الجيش الشرقية.
في 10 أغسطس 1920، وقعت الدولة العثمانية في باريس معاهدة سيفر للسلام مع الحلفاء، والتي تتضمن اعتراف تركيا بأرمينيا دولة حرة مستقلة. تحديد الحدود بين تركيا وأرمينيا في محافظات أرضروم وطرابزون وفان وبيتليس، الانسحاب من أرمينيا ونزع السلاح من جميع الأراضي العثمانية المتاخمة للحدود الأرمينية.
وفي 24 أغسطس 1920، وقع اتفاق للتعاون بين حكومة روسيا السوفيتية والجمعية الوطنية التركية، على أن توفر روسيا السوفيتية المساعدة للجمعية الوطنية التركية من أسلحة وذخائر ومؤن وإذا لزم الأمر من خلال عمليات عسكرية مشتركة. وفي سبتمبر 1920، تحرك 15 فيلق تركي بقيادة «كاظم قارابكير» نحو كارس وأرداهان وأرتفين وباطومي وأغدير لمواجهة الأرمن على الحدود الشرقية. وبعد ستة أسابيع من القتال، فقدت جمهورية أرمينيا ثلثي أراضيها قبل الحرب، وأكثر من 200 ألف شخص (معظمهم من السكان المدنيين).
وفي 15 نوفمبر 1920، ناشدت حكومة جمهورية أرمينيا الجمعية الوطنية التركية بدء محادثات سلام. وفي 18 نوفمبر، بدأت الهدنة الأرمنية التركية لمدة 10 أيام، والتي سرعان ما امتدت إلى 5 ديسمبر. وفي 24 نوفمبر 1920، وصول وفد حكومة جمهورية أرمينيا إلى ألكسندروبول. وفي 25 نوفمبر، وقعوا على إعلان رفض جمهورية أرمينيا لشروط معاهدة سيفر. وفي 3 ديسمبر 1920، أنتهت الحرب التركية الأرمينية بالتوقيع على معاهدة ألكسندروبول التي حددت الحدود النهائية لأرمينيا، وحددت عدد قوات الجيش الأرميني بـ 1500 فرد، وأعطت القوات التركية الحق في التنقل بحرية في جميع أراضي جمهورية أرمينيا.

## التفاوض
أستغلت الجمعية الوطنية التركية الرفض الشعبي التركي ورفض السوفيت لمعاهدة سيفر، وأرسلت وفداً إلى روسيا برئاسة «بكير سامي بك» لبحث توقيع اتفاق صداقة مع الحكومة البلشفية، استنادًا إلى معاهدة بريست-ليتوفسك التي تم التوقيع عليها مع الدولة العثمانية في مارس 1918. وفي 20 أغسطس 1920، بدأت المفاوضات بين الطرفين في هذا الشأن، إلا أن وزير الخارجية السوفيتي «جورجي تشيشرين» طالب الأتراك بالتخلي عن بعض أراضيهم في أرمينيا بالإضافة إلى الأراضي التي كانت جزءً من الامبراطورية الروسية قبل عام 1914، لإتمام الاتفاق. رفض مصطفى كمال ذلك بحدة، وأعلن أن تركيا لن تتخلى عن أي بوصة واحدة من أراضيها. أقيل بكير سامي من قيادة الوفد في 18 فبراير 1921، وتولى قيادة الوفد التركي نائبه يوسف كمال تنجسنك الذي وصل إلى موسكو لمواصلة المحادثات.
أرسل مصطفى كمال «على فؤاد باشا» سفيراً إلى موسكو، كما أرسل السوفيت «ميدفاني تشيشرين» سفيراً إلى تركيا. ووقع المعاهدة في موسكو، من الجانب التركي على فؤاد باشا ود. رضا نور ويوسف كمال تنجسنك، ومن جانب السوفيت جورجي تشيشرين. تضمنت المعاهدة إعادة ترسيم الحدود بين البلدين واقتسام بعض الأراضي.

## وصلات خارجية
- نص المعاهدة بالكامل باللغة الروسية
- معاهدة موسكو من الموسوعة البريطانية باللغة الإنجليزية